# Friedrich Bachmayer

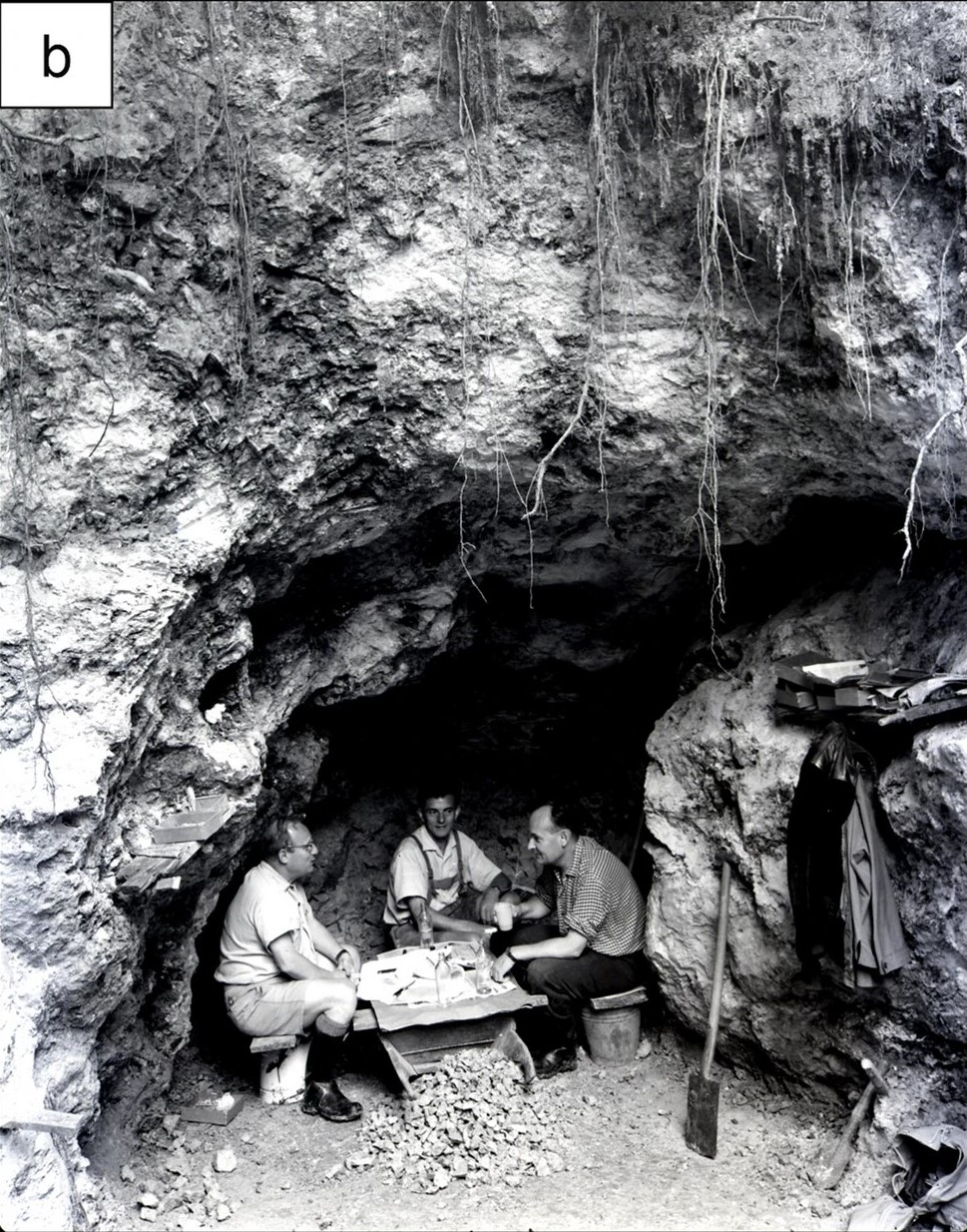
Friedrich Bachmayer, Helmuth Zapfe und Sepp Wölfer bei Grabungsarbeiten an miozänen Karstfüllungen bei Kohfidisch im Burgenland.

Friedrich Bachmayer (* 10. September 1913 in Kamegg; † 25. Juli 1989 in Wien) war ein österreichischer Paläontologe.

## Leben
Bachmayer studierte an der Universität Wien Paläontologie und wurde 1940 promoviert. Seit 1939 war er bei der Wehrmacht, von 1942 bis 1945 als Wehrgeologe in Norwegen. Von 1949 bis zu seiner Pensionierung war er im Naturhistorischen Museum in Wien beschäftigt. Er wurde dort im Jahre 1966 Direktor der Geologisch-Paläontologischen Abteilung und 1971 Erster Direktor des Museums. Er wurde am Wiener Zentralfriedhof bestattet.
Bachmayer beschäftigte sich mit der Paläontologie Österreichs und verfasste dazu etwa 150 wissenschaftliche Arbeiten.

## Auszeichnungen
- 1965 Berufstitel Professor
- 1968 Wissenschaftspreis des Landes Niederösterreich Förderungspreis
- 1976 korrespondierendes Mitglied der Österreichischen Akademie der Wissenschaften
- Österreichische Ehrenkreuz für Wissenschaft und Kunst I. Klasse

## Publikationen
- mit Karl Friedl: Erdöl in Österreich. Wien 1957
- Ein fossiler Schildkrötenrest (Clemmys ukoi nov. spec.) aus oberpannonischen Süßwasserablagerungen von Gramatneusiedl (Südliches Wiener Becken). In: Annalen des Naturhistorischen Museums in Wien 61, 1957, S. 78–89 (zobodat.at [PDF]).
- Pseudosaccocoma (Crinoidea) aus dem Korallenriffkalk (Obermalm) von Ernstbrunn (Niederösterreich). In: Paläontologische Zeitschrift 32, 1958, S. 40–51.
- Die Calappiden (Crustaceae, Decapoda) aus den tortonischen Ablagerungen des Wiener Beckens. In: Annalen des Naturhistorischen Museums in Wien 65, 1962, S. 39–46 (zobodat.at [PDF]).
- mit Heinz Albert Kollmann und Helmuth Zapfe: Schätze im Boden. Wien 1964 (2. Auflage 1969)
- mit Kurt Ehrenberg, Walter Grünberg: Pathologische Reste von Ursus spelaeus. I. Beispiele von Wirbel-Ankylosen. In: Annalen des Naturhistorischen Museums in Wien 79, 1975, S. 23–36 (zobodat.at [PDF; 7,9 MB]).